# Rudno (województwo małopolskie)
Rudno – wieś w Polsce, położona w województwie małopolskim, w powiecie krakowskim, w gminie Krzeszowice, 743 mieszkańców (2022), powierzchnia 661,92 ha.
Wieś położona w województwie krakowskim wchodziła w 1662 w skład hrabstwa tęczyńskiego Łukasza Opalińskiego. W latach 1975–1998 miejscowość położona była w województwie krakowskim.
W Rudnie mieści się publiczna szkoła podstawowa i publiczny punkt przedszkolny. Zespół regionalny Rudnianie powstały w 1980, kultywuje lokalne zwyczaje.

## Integralne części wsi

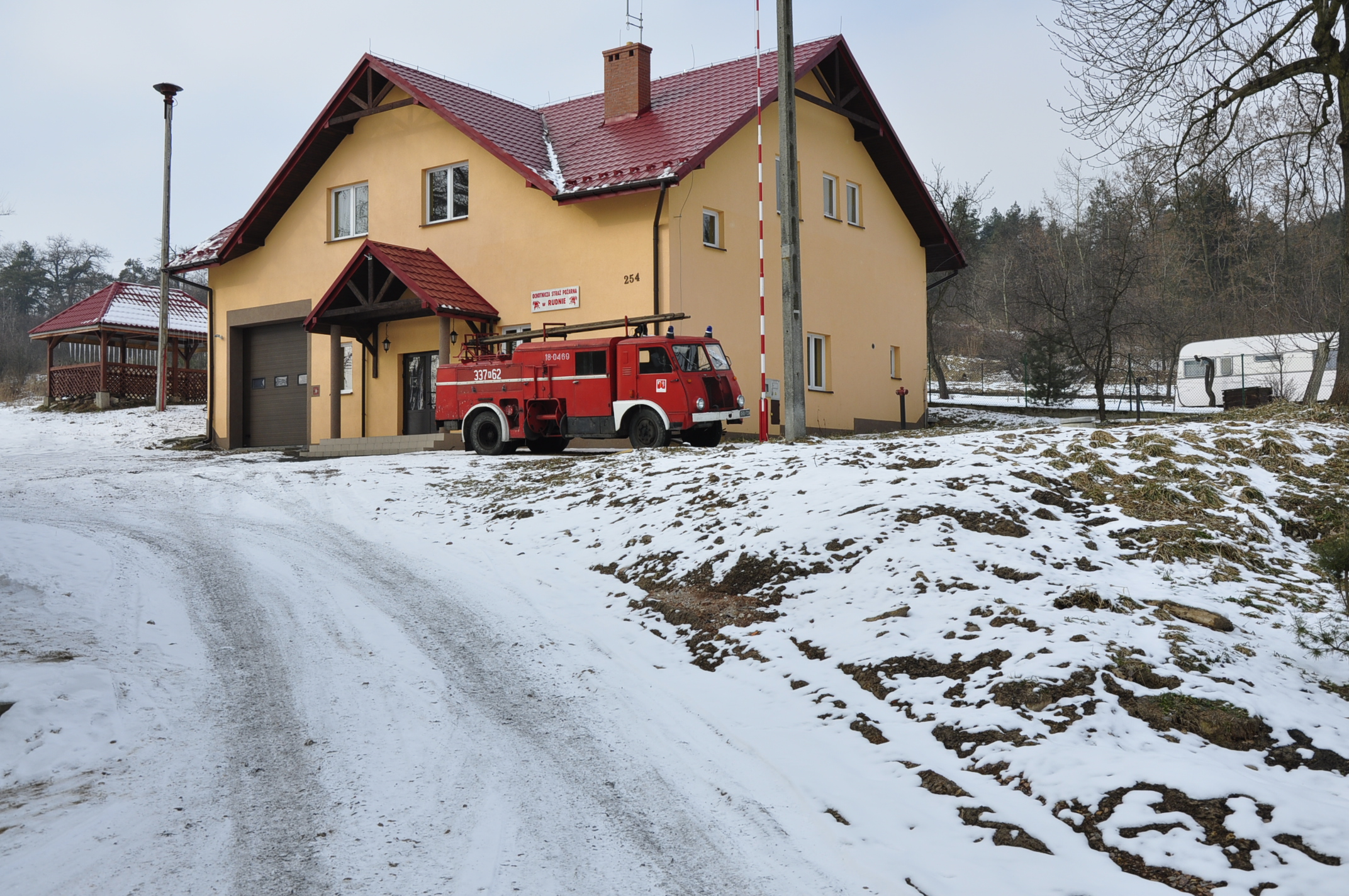
Remiza OSP

| SIMC    | Nazwa       | Rodzaj    |
| ------- | ----------- | --------- |
| 0324620 | Babi Koniec | część wsi |
| 0324636 | Borki       | część wsi |
| 0324642 | Kajdasówka  | część wsi |
| 0324659 | Kolonia     | część wsi |
| 0324665 | Miasto      | część wsi |
| 0324671 | Podzamcze   | część wsi |
| 0324688 | Satniówka   | część wsi |
| 0324694 | Zbójnik     | część wsi |

## Turystyka

### Atrakcje turystyczne

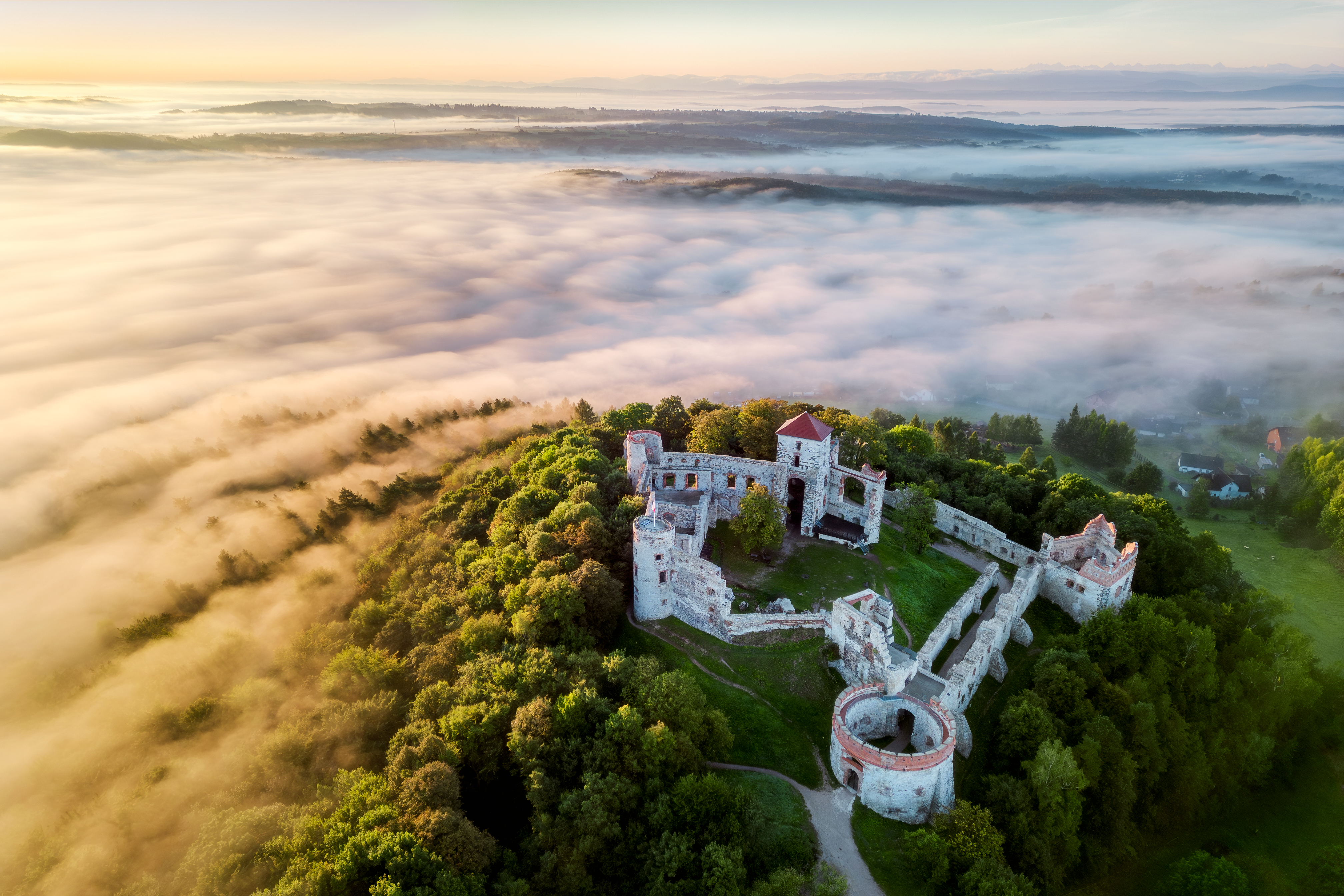
Ruiny zamku Tenczyn w Rudnie

- Ruiny zamku Tenczyn – znajdujący się na najwyższej części Garbu Tenczyńskiego (Góra Zamkowa) zamek z XIV wieku, zbudowany w stylu gotyckim, przebudowany w XVI wieku w stylu renesansowym, na dziedzińcu znajduje się klon jawor (pomnik przyrody). Obiekt wpisany do rejestru zabytków nieruchomych województwa małopolskiego[7];
- Tenczyński Park Krajobrazowy ze skałkami jurajskimi i odkrywkami melafirów;
- Rezerwat przyrody Dolina Potoku Rudno utworzonego w 2001 o powierzchni 96 ha wraz z nieczynnym kamieniołomem porfiru Orlej;
- Rudniański Jarmark na przełomie maja i czerwca, z kiermaszami i degustacją potraw;
- Muzeum Agatów w Rudnie.

### Szlaki turystyczne
- Szlak Ziemi Chrzanowskiej
- Szlak Mnikowski
- Szlak Puszczy Dulowskiej
- Rowerowy Szlak Orlich Gniazd

## Dawny ośrodek górnictwa
W latach 1864–1869 powstała mała kopalnia pod wzgórzem zamkowym w Rudnie (szyb „Bolesław” i sztolnia „Franciszek”). W 1891 założono kopalnię „Franciszek”. Widoczne są leje po szybach wydobywczym i wentylacyjnym kopalni „Rudno” oraz sztolni „Franciszek” i hałd. W Rudnie była również kopalnia melafiru.
- KWK Janina – nieczynna kopalnia węgla kamiennego, właściciel nadania Kopalnia Węgla kamiennego Tenczynek sp. z o.o.; dokument nadawczy z 1923;
- KWK Rudno – nieczynna kopalnia węgla kamiennego;
- KWK Franciszek – nieczynna kopalnia węgla kamiennego;
- KWK Józef – nieczynna kopalnia węgla kamiennego, właściciel nadania Kopalnia Węgla kamiennego Tenczynek sp. z o.o.; dokument nadania z 1937.

## Przyroda

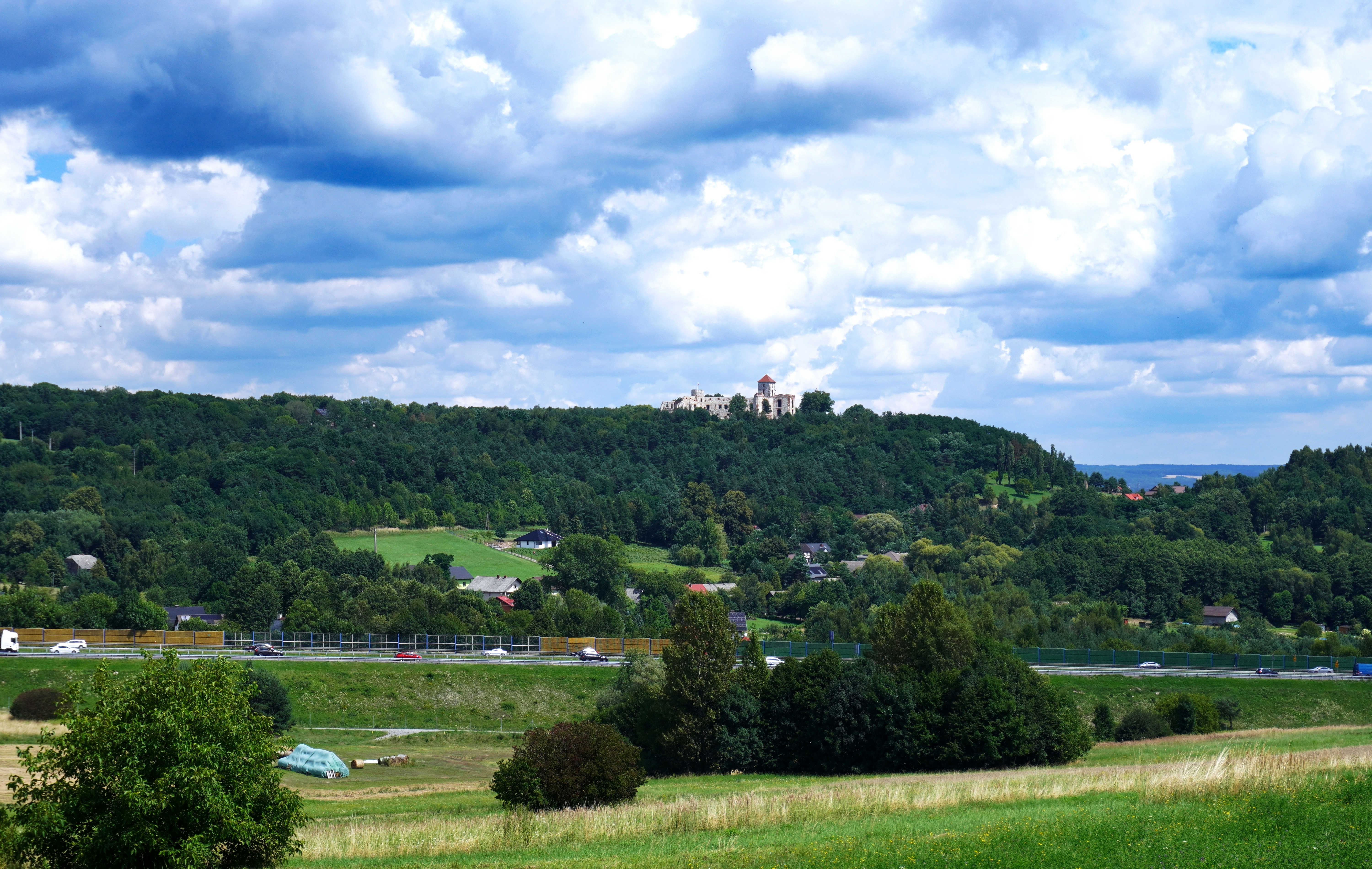
Widok ogólny miejscowości od południa z zamkiem Tenczyn i autostradą A4

Rudno położone jest na wzgórzu zbudowanym z permskich skał wylewnych (melafirów). W melafirach, odsłaniających się w kamieniołomie w centrum wsi, występuje mineralizacja agatowa oraz zeolity. Agaty spotykane są także na okolicznych polach.

## Osoby związane z Rudnem
- Mikołaj Grabowski
- Iwona Bielska

## Dojazd
Przystanki minibusów:
- Krzeszowice
- Alwernia

Na południowych krańcach wsi przebiega autostrada A4 (E40, węzeł Rudno).

## Związki wyznaniowe w Rudnie

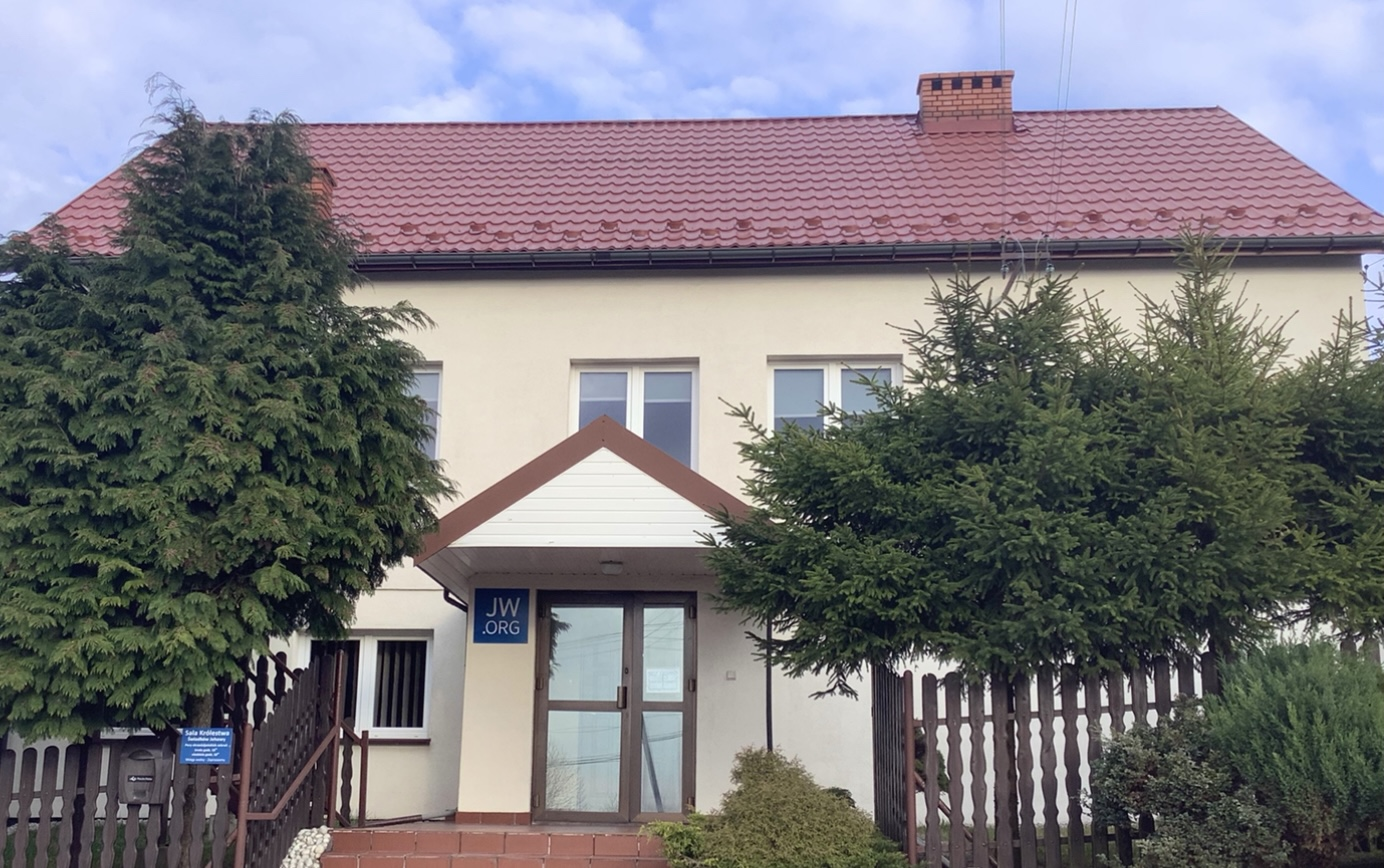
Sala Królestwa Świadków Jehowy

W Rudnie znajduje się kaplica rzymskokatolicka oraz Sala Królestwa Świadków Jehowy (zbór Tenczynek). Oprócz wiernych Kościoła rzymskokatolickiego, są również członkowie wyznania Świadków Jehowy (ok. 4% mieszkańców).

### Kościół rzymskokatolicki
- kaplica pw. św. Rafała Kalinowskiego, należąca do parafii św. Katarzyny w Tenczynku

### Świadkowie Jehowy
- Sala Królestwa (zbór Tenczynek)[8]